# Стечишин Микола Климентович
Мико́́ла Климе́нтович Стечи́шин  (* 19 грудня 1890, с. Возсіятське, Єлисаветградський повіт, Херсонська губернія — † 7 серпня 1977, м. Мюнхен) — військовий діяч, штабс-капітан російської армії, підполковник Армії УНР (генерал-хорунжий в еміграції), активіст в українізації російського війська: частин на південно-західного фронту (зокрема 105 піхотної дивізії), начальник штабу Північної групи війська УНР.

## Життєпис

В часі служби в РІА

Народився у селі Возсіятському на Херсонщині. Походив з родини колезького реєстратора.
Закінчив кадетський корпус, військове училище, Миколаївську академію Генерального штабу.
Учасник Першої світової війни. З 20 січня 1915 року — рядовий 457-ї піхотної Таврійської дружини. Закінчив 1-шу Одеську школу прапорщиків (20.10.1915), служив у 48-му піхотному запасному батальйоні (м.Одеса). З 10 квітня 1916 року — у 417-му піхотному Луганському полку. З 11 вересня 1916 року — командир роти цього полку. З 25 листопада 1916 року — начальник команди зв'язку. З 14 квітня 1917 року — полковий ад'ютант. З 28 вересня 1917 року — штабс-капітан.
Учасник Брусиловського прориву. Під час Першої світової війни був поранений в ноги.
Зголосився до української армії наприкінці 1917 року. З 10 лютого 1918 року — значковий Радзівилівської кордонної бригади, що формувалася Військовим міністерством Центральної Ради. З 01 липня 1918 року — старший ад'ютант Волинської прикордонної бригади Окремого корпусу кордонної охорони Української Держави. З 24 травня 1919 року — приділений до штабу Окремого корпусу кордонної охорони УНР. 
З 01 травня 1919 року — комендант штабу Північної (згодом — Волинської) групи Дієвої армії УНР. 3 24 липня 1919 року — старший ад'ютант штабу Дністровської кордонної бригади Окремого корпусу кордонної охорони УНР.
23 листопада 1919 року потрапив до польського полону. Перебував у Калішу.
З 04 січня 1920 року — начальник штабу могилівської залоги. З 01 березня 1920 року — комендант штабу Окремої пішої бригади О. Удовиченка. З 23 березня 1920 року — начальник розвідчого відділу штабу 2-ї (згодом — 3-ї Залізної) дивізії Армії УНР. З 01 червня 1920 року — помічник командира могилівського прикордонного відділу Окремого корпусу кордонної охорони УНР.
З 28 липня 1920 року — помічник коменданта штабу начальника Тилу Армії УНР. З 14 вересня 1920 року — начальник 2-го відділу персональної управи Військового міністерства УНР. З 28 березня 1921 року — підполковник. З 15 листопада 1921 року — у розпорядженні командувача запасних військ УНР.
З 22 листопада 1921 року був приділений до пенсійної управи Військового міністерства УНР. З 29 вересня 1922 року — начальник комендантсько-інформаційного відділу канцелярії Військового міністерства УНР.
З 1923 року жив на еміграції у м. Скальмержице (Польська Республіка).
З 1928 року служив контрактним офіцером у польській армії — у 33-му піхотному полку в Аомжі. Останнє звання у польській армії — майор.
Очолював Товариство охорони пам'ятників, опікувався військовими цвинтарями.
У 1929 році відновив у Щеп'юрно 187 могил українських вояків.
У червні 1943 року разом із сином зголосився до Стрілецької дивізії СС «Галичина», ніяких посад не обіймав. У 1945 році перебував при штабі Української національної армії.
В 1960 році працював у канцелярії військового міністра УНР Андрія Вовка.
Син — Володимир Стечишин (1920—1980) був відомим вояком 1-ї Української дивізії УНА, а згодом — редактором та видавцем «Вістей братства 1-ї Української дивізії Української національної армії».
І батько, і син по війні жили у Мюнхені, де й померли.